# Edith Kermit Carow Roosevelt
Edith Kermit Carow Roosevelt (Norwich, 6 de agosto de 1861-Oyster Bay, 30 de septiembre de 1948) fue la segunda esposa del presidente Theodore Roosevelt y primera dama de los Estados Unidos de 1901 a 1909.

## Infancia, familia y educación
Edith Kermit Carow nació en Norwich, Connecticut, hija de Charles Carow (1825-1883), un comerciante, y Gertrude Elizabeth Tyler (1836-1895) y nieta de Daniel Tyler quien fuera general en la Guerra de Secesión estadounidense. Edith creció en el mismo vecindario de Theodore "T. R." Roosevelt en Nueva York y era la mejor amiga de su hermana menor Corinne. Fue la primera compañera de juegos de T. R. fuera de su familia inmediata.
Ella y su hermana Emily Tyler Carow (1865-1939) fueron criadas en un ambiente de confort y tradición. Un hermanito, Kermit (febrero de 1860 - agosto de 1860) murió un año antes de su nacimiento.
En la escuela de Miss Comstock, Edith adquirió ese toque propio de educación que era tan necesario a una joven acomodada de aquella era. Muchacha tranquila, que amaba la lectura, era frecuentemente la compañera de T. R. en las salidas de verano hacia Oyster Bay, Long Island; pero esto terminó cuando él se matriculó en Harvard. Aunque ella asistió a su boda con Alice Hathaway Lee en 1880, sus vidas se separaron hasta 1885.

## Matrimonio y familia
Un año después de la muerte de su esposa, T.R. se reencontró con Edith en casa de su hermana. Comenzaron a verse de nuevo; el 17 de noviembre de 1885, él le propuso matrimonio y ella aceptó. No obstante, por motivos de apariencias, el joven viudo demoró el anuncio.

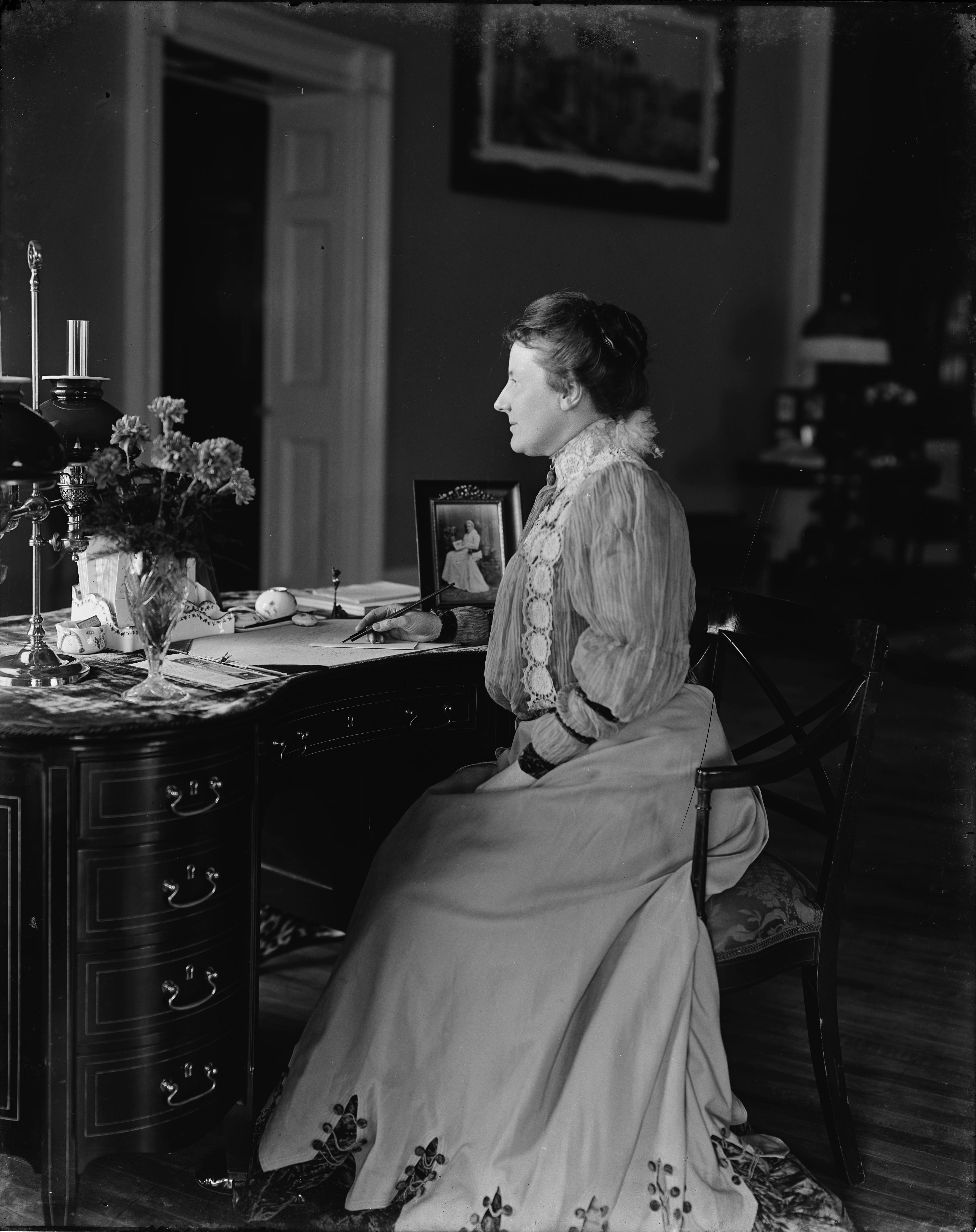
Edith en su escritorio.

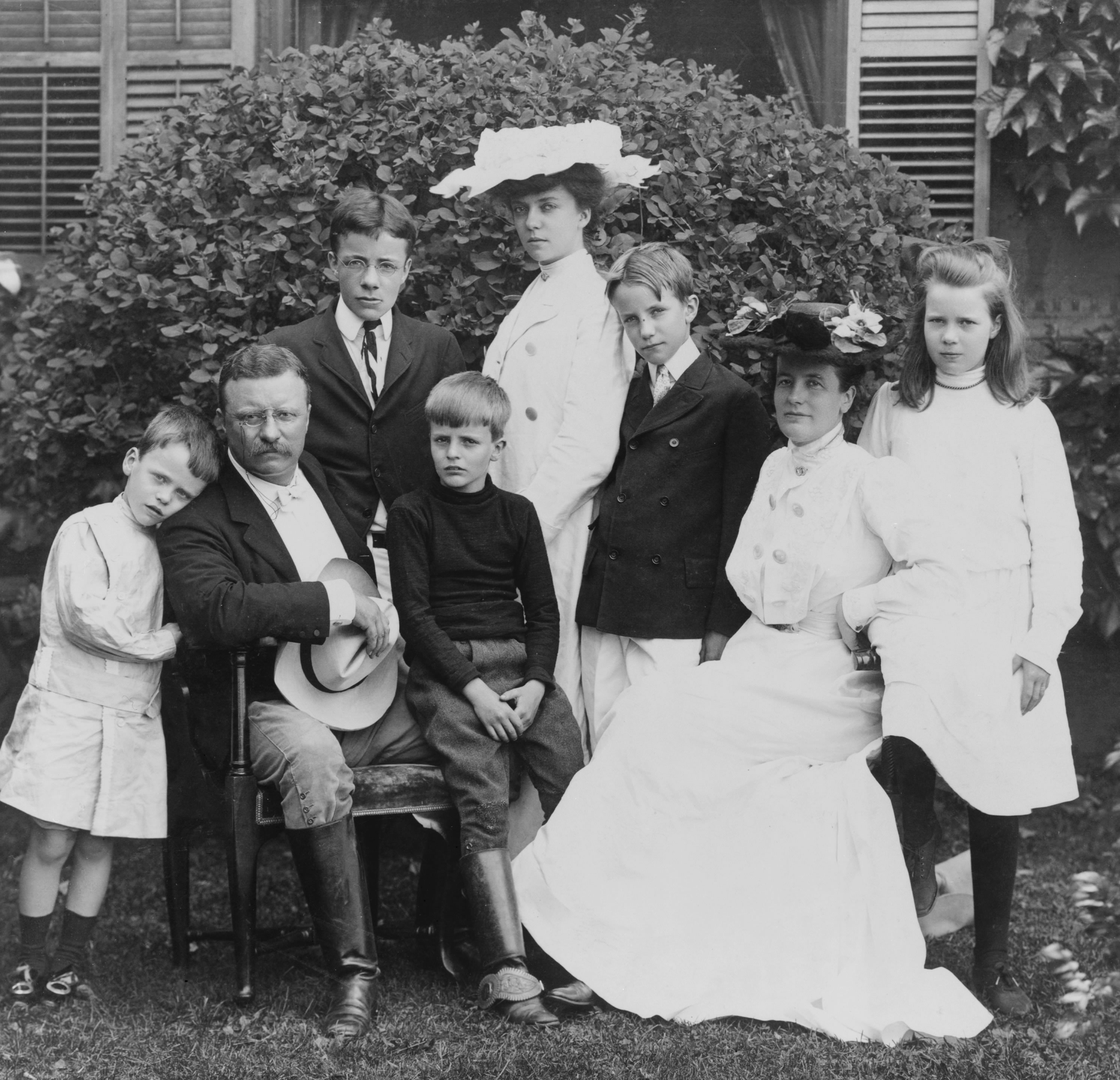
La Familia Roosevelt en 1903.

A la edad de 28 años Roosevelt se casó en segundas nupcias con Edith Carow, de 25 años, el 2 de diciembre de 1886, en la iglesia St. George, Hanover Square, en Londres, Inglaterra. El día de la boda -un acontecimiento sin mucho ruido y pocos invitados- la niebla londinense era tan densa que llenaba la iglesia. El novio era visible, sin embargo, puesto que llevaba guantes de color naranja. El padrino de bodas fue Cecil Arthur Spring-Rice, más tarde embajador británico en los Estados Unidos durante la Primera Guerra Mundial.
Después de una luna de miel de 15 semanas de gira por Europa, los recién casados se fueron a vivir en una casa en Sagamore Hill, en Oyster Bay.
En adición a la hija de su primera esposa Alice Lee Roosevelt, la pareja tuvo cuatro hijos y una segunda hija:
- Theodore Roosevelt, Jr. (1887-1944) - funcionario público, soldado.
- Kermit Roosevelt (1889-1943) - hombre de negocios, soldado.
- Ethel Carow Roosevelt (1891-1977).  en 1913 se casó con el Dr. Richard Derby. Durante la Primera Guerra Mundial sirvió como enfermera en el Hospital Americano de París mientras su esposo servía como médico allí mismo.
- Archibald Bulloch Roosevelt (1894-1979) - financiero, soldado.
- Quentin Roosevelt (1897-1918)- Piloto de la Fuerza Aérea de los Estados Unidos.

## Primera dama de los Estados Unidos
Después del asesinato de William McKinley, la Sra Roosevelt asumió sus nuevos deberes de primera dama con su característica dignidad. Ella insistía en preservar la intimidad de una familia que atraía la atención de todos, y trató de mantener a los reporteros fuera de su dominio. El público, en consecuencia, oyó del vigor de su carácter, de su certero juicio, y de su eficiente manejo del hogar. Impulsó la mejora de los exteriores del Despacho Oval, dando paso a unos jardines coloniales que más adelante, se convertiría en el jardín de rosas de la Casa Blanca.
Como primera dama, convirtió las recepciones semanales en musicales, remodeló la Casa Blanca, a un costo de $475,000, convirtiéndola en lo que el Presidente describió como "una habitáculo simple y digno para el cabeza de la República". Durante la administración de T.R. la Casa Blanca era indiscutiblemente el centro social del país. Más allá de las ocasiones formales, las pequeñas festividades juntaban hombres distinguidos y mujeres de varias procedencias. Tres eventos familiares eran de interés: el debut de la "Princesa Alice" en 1902, el matrimonio de la "Princesa Alice" con Nicholas Longworth y el debut de Ethel. Un ayudante perceptivo describía a la primera dama como "la anfitriona siempre gentil y de alto linaje; siempre sonriente a quien se le acercase, sin embargo nunca crítica del ignorante, tolerante siempre de las pequeñas insinceridades de la vida política".

## Últimos años
Después de la muerte de su esposo en 1919, viajaba al extranjero pero siempre retornaba a Sagamore Hill como su hogar. Hasta el final, mantuvo su interés en el Gremio de Costureras, una organización caritativa que proveía de ropa a los pobres, y en el trabajo de la Iglesia de Cristo de Oyster Bay. Estableció una segunda residencia en el ancestral pueblo de la familia Tyler en Brooklyn, Connecticut. La Sra Roosevelt regresó de su retiro en 1932 y pronunció un discurso en favor de Herbert Hoover en su campaña por la reelección, y de hecho haciendo campaña contra su sobrino político Franklin Delano Roosevelt.
Nunca se preocupó por su sobrina Eleanor y no quiso verla convertirse en primera dama.
Murió en su casa de Oyster Bay en Nueva York el 30 de septiembre de 1948, a la edad de 87 años y fue enterrada en el cementerio Youngs Memorial de la misma localidad.